# Patria mea ești tu!
Patria mea ești tu! (tur. Vatanım Sensin) – este un serial de dramă turcesc de televiziune cu tematică istorică produs de către compania O3 Medya Production. Personajele serialului se bazează pe unele persoane reale din timpul evenimentelor, dar de asemenea există și personaje fictive. Principalul personaj Generalul-maior "Cedvet" se bazează asupra vieții lui Mümin Aksoy a cărui poreclă a fost ,,Gavur Mümin (însemând Mümin Ghiaurul)”.
Serialul începe cu Războaiele Balcanice, înainte de Primul Război Mondial iar apoi continuă la șapte ani după aceste evenimente cu începerea Războiul de Independență al Turciei, de la moartea jurnalistului și naționalistului turc Hasan Tahsin despre care se spune că a fost primul care a deschis focul asupra primilor militari greci care au sosit la Izmir pe 15 mai 1919. În principalele roluri sunt actorii Halit Ergenç și Bergüzar Gökçe Korel, cuplul fiind cunoscut pentru rolurile din serialul ,,1001 de nopți” (Binbir Gece), iar Halit Ergenç pentru rolul său principal din serialul cu temă istorică „Suleyman Magnificul: Sub domnia iubirii” (Muhteşem Yüzyıl).
Premiera serialului a fost difuzată în Turcia pe 27 octombrie 2016 pe postul turcesc Kanal D iar primul sezon s-a încheiat pe 8 iunie 2017. Al doilea sezon a avut premiera pe 9 noiembrie 2017 în Turcia, continuând cu al 32-lea episod al serialului. În România premiera difuzării serialului a fost pe 13 septembrie 2017, iar primul sezon s-a încheiat pe 21 noiembrie 2017 pe postul de televiziune Kanal D România.
Serialul s-a sfârșit cu episodul final 59 în data de 7 iunie 2018, cu eliberarea Izmirului de către forțele naționalist turce ale lui Mustafa Kemal Atatürk, însă și cu moartea personajelor principale ale serialului, respectiv Cevdet și Azize.

## Monologul Introducerii
La introducerea primului episod al serialului, în timp ce trupele armatei Otomane au asaltat trupele armatei grecești pe câmpul de luptă, se afla călare trăgând simultan cu pistolul, Generalul-maior al Regimentului 21 de infanterie, Cevdet (Halit Ergenç) purtând următorul dialog:
„Patria... Aceste pământuri fărâmițate de giulele... Patria este sfântă... Ca mama ta care udă lacrimile sale cu preșul de rugăciune... Patria... Este cea pe care o adori ca pe copiii tăi când îi strângi la piept... Patria... Este cea pe care o iubești ca pe o femeie în brațele căreia te cuibărești... Patria...”

## Sinopsă
Descrierea oficială a serialului:
Dincolo de povestea de iubire, există contextul istoric și personajul care are corespondent in realitate. Acțiunea din "Vatanım Sensin" are loc in 1919, in timpul războiului de Independență al Turciei, iar Cevdet, personajul interpretat de Halit Ergenç, este transpunerea pe ecran a personalității unui erou național, pion important in războiul dintre Turcia si Grecia, unul dintre oamenii de încredere ai lui Mustafa Kemal Atatürk. Schimbările dramatice socio-politice, realitatea crudă a războiului pun dragostea dintre Cevdet (Halit Ergenç) si Azize (Bergüzar Gökçe Korel) la grea încercare. Ea este mama devotată care luptă pentru a-și ține familia unită in vremuri extrem de dificile pentru o femeie. O femeie care își găsește alinarea in amintirea dragostei trăite, dar care se vede nevoită să-l respingă pe cel iubit. O mamă condamnată să aleagă intre familie si feminitate. El este unul dintre cei mai tragici eroi ai tuturor timpurilor, un erou condamnat sa înfrunte ruina familiei sale, fără a putea împiedica acest lucru. Un tată al cărui destin este să fie părăsit de familie și de femeia iubită din cauza unui secret pe care nu-l poate dezvălui nimănui. Cevdet este bărbatul îndrăgostit, blestemat sa privească cum femeia iubită îi scapă printre degete, fără a se putea opune. Cu toate acestea, el nu va renunța la minciuna sa, în numele jurământului făcut, jurământ atat de apropiat sufletului său. Acest bărbat, suficient de curajos sa înfrunte moartea fără ezitare, acceptă sa piardă ce este mai de pret in viața sa. Femeia pe care a lăsat-o în urmă îi va sfâșia sufletul cand va accepta căsătoria cu un alt barbat, însărcinată fiind cu copilul său. De ce ar accepta acest lucru? Cum este posibil ca cel mai transparent adevăr sa cuprindă cea mai tragică minciună? Poate dragostea învinge mândria si onoarea? Poate rămâne dragostea nealterată în fața trădării?

## Distribuția
- Halit Ergenç – Cevdet
- Bergüzar Gökçe Korel – Azize
- Onur Saylak – Tevfik
- Şebnem Hassanisoughi – Eftelya
- Celile Toyon – Hasibe
- Miray Daner – Hilal
- Pınar Deniz – Yîldîz
- Kubilay Aka – Ali Kemal
- Mert Denizmen – Yinon Steiner
- Aslı Omağ – Marika
- Hakan Salınmış – Eşref Paşa
- Yasemin Szawlowski – Eleni
- Boran Kuzum – Locotenentul Leonidas Papadopoulos (Leon)
- Baki Davrak – Comandantul Vasili Papadopoulos
- Senan Kara – Veronica Papadopoulos
- Emre Şen – Hacimihalis
- Tuğrul Tülek - Stravos
- Ahmet Tansu Taşanlar – Hasan Tahsin
- Can Kolukısa – Hristo
- Turgut Tunçalp – Hasan
- Genco Özak – Mehmet
- Fatih Artman – Yakup
- Ahmet Uğur Say – Lütfü
- Selma Ergeç – Halide Edib
- Okan Yalabık – Charles Hamilton
- Saadet Işıl Aksoy – Lucy Hamilton

Sezonul 2:
- Ufuk Bayraktar – Caucazianul (Dağıstanlı)
- Levent Can – Comandantul Filipos Ioannidis
- Berker Güven – Aleksi Ioannidis

## Sezoane
| Sezoane | Sezoane | Numărul de Episoade | Difuzare în România                                      |
| ------- | ------- | ------------------- | -------------------------------------------------------- |
|         | 1       | 31 / 100+ (1 — 34)  | 13 Septembrie 2017. — 21 noiembrie 2017. Kanal D România |

| Sezoane | Sezoane | Numărul de Episoade  | Difuzare în Turcia                                |
| ------- | ------- | -------------------- | ------------------------------------------------- |
|         | 1       | 31 / 100+ (1 — 31)   | 27 Octombrie 2016. — 8 Iunie 2017. Kanal D Turcia |
|         | 2       | 30+ / 100+ (32 — 59) | 9 Noiembrie 2017. — 7 Iunie 2018 Kanal D Turcia   |

#### Sezonul 1
- Primul sezon constă în evenimentele de la capturarea Salonicului de către armata greacă în timpul Primului Război Balcanic în 1912 (respectivele teritorii cedate Regatului Grec de către Imperiul Otoman prin Tratatul de la Londra din 1913), la părăsirea Salonicului de către familia lui Cevdet împreună cu Tevfik, și găsirea lui Cevdet de către greci și trimis în tabăra de prizonieri din apropierea Salonicului. Iar șapte ani mai târziu pe 15 mai 1919, începe debarcarea trupelor grecești la Smirna unde se afla și colonelul-maior Cevdet deja înrolat în armata, greacă împreună cu generalul Vasili, inaugurând acest moment într-un marș pe promenada Izmirului (Smirna) și printr-un discurs ținut de Vasili anunțând capturarea Izmirului. Sezonul continuă între anul 1919 și începutul anului 1920 și se încheie până la semnarea Tratatului de la Sèvres de pe 10 august 1920, de unde va începe al doilea sezon al serialului.

#### Sezonul 2
- Pe 1 noiembrie,  Kanal D Turcia a anunțat data oficială în care va debuta cel de-al doilea sezon din serialul ,,Patria mea ești tu!” (Vatanım Sensin) care va fi pe 9 Noiembrie, fiind data premierei episodului 32. Anunțată în cel de-al treilea trailer publicat pe site-ul lor oficial și pe YouTube, același cu cel de-al doilea clip al episodului 32, numai cu data oficială publicată.[4][5]
- Pe 27 Octombrie,  Kanal D Turcia a publicat pe site-ul oficial al serialului (Vatanım Sensin) și pe contul de YouTube un al doilea clip al celui de-al doilea sezon, respectiv episodul 32. Trailerul noului sezon începe cu semnarea Tratatului de pace de la Sèvres între liderii puterilor aliate și liderii Imperiului Otoman, una dintre condițiile tratatului fiind cedarea regiunii Egee a Anatoliei către Regatul Greciei. În secvețele episodului, primul personaj care apare este Cevdet, apărând rănit grav după explozia de la comandamentul grecesc din ultimul episod al primului sezon, ulterior recuperându-se de la un tratament de lungă durată. În sezon își face apariția și un nou comandant al armatei grecești la Smirna, acesta îi arată lui Cevdet planurile de extindere a ocupației. În același clip apar și Hilal și Mehmet aflându-se la Izmir, copleșiți de situație și de aflarea veștii că Izmirul (Smirna) devine oficial teritoriu al Greciei.[6] Cotidianul turc de presă Hürriyet (deținut deDoğan Media Group, care deține și posturile Kanal D Turcia și Kanal D România) a vehiculat că premiera noului sezon ar putea fi pe 2 noiembrie 2017.[7]
- De asemenea alte surse precum CNN Türk au anunțat că al doilea sezon din serial îi va păstra pe actorii Halit Ergenç și Bergüzar Korel în rolurile principale dar schimbând o parte din distribuție[8].
- Kanal D Turcia a anunțat că sezonul al 2-lea din serialul ,,Patria mea ești tu!” va începe curând, și a publicat pe YouTube trailerul oficial al sezonului, o secvență din al 32-lea episod al serialului, respectiv primul episod al noului sezon pe data de 12 octombrie 2017. Secvența se desfășoară într-un presupus penitenciar de maximă siguranță unde sunt mulți prizonieri turci aflându-se mulți civili, posibil și militari turci, unde aceștia sunt supuși umilirii și torturii. Ulterior în secvență un prizioner turc este cărat de către doi soldați greci și este aruncat în celulă. În secvență singurul personaj recognoscibil este cel a lui Hilal, jucat în continuare de către actrița Miray Daner unde apare neglijată și are o aparență mai întunecată decât în primul sezon, rostind singură în celulă un cântec ce ar părea a fi ,,Imnul Izmirului" dându-i speranță, apoi brusc îi se închide geamul de la ușa celulei. Încă nu se știe dacă secvența sau sezonul în sine are loc la Izmir sau într-un alt loc fie în Anatolia, sau poate chiar Grecia.[9]

## Personajele Serialului
- Turcii:
  - Colonelul/Generalul Cevdet - Este principalul protagonist serialului. (Născut la Salonic) este fiul Hasibei și al unui înalt căpitan din armata otomană, Abbas Efendi (fiul lui Osman Efendi, care a murit în Crimeea). Soțul Azizei, tatăl lui Yildiz și Hilal, și tatăl vitreg al lui Ali Kemal. Absolvent al școlii militare și veteran al insurgenților albanezi, greci și italieni, având grad de General-Maior în armata otomană. În 1912, comandantul Regimentului 21 Infanterie, când războiul a izbucnit și în orașul său natal, a fost împușcat mișelește de Tevfik și apoi descoperit de greci, a fost dus într-o tabără greacă de prizonieri. În 1918 la șase ani după evenimentele din Salonic, s-a alăturat lui Eşref Paşa și el ca strategie și-a creat o imagine de trădător de patrie (pentru a pătrunde în rândurile grecilor). Pe 15 mai 1919 Cevdet a sosit la Izmir ca Colonel-Locotenent al armatei grecești, dar care întâlnește o provocare în legătură cu acceptarea în propia sa familie. Mai târziu, s-a alăturat lui Mustafa Kemal Paşa sub comanda căpitanului Yakup zis și ,,Yakup Urâtul”, de asemenea aflându-se ca spion și în forțele armate grecești în rang de Colonel. Cea mai mare provocare a lui Cevdet sunt situațiile din familia sa, care în mod repetat îl pune la grea încercare. Personajul lui Cevdet este inspirat din caracterul istoric al lui Mustafa Mümin Aksoya, care, la cererea lui Mustafa Kemal, pretinzând că este un trădător care spionează personalul militar grec din Smirna (actualul Izmir). În episodul 18 a fost desemnat la rang de General în armata greacă după prinderea lui Eşref Paşa și înscenând execuția lui alături de Yakup, de către prim ministrul adjunct Costas Theodorakis, după ce i-a arătat loialitatea față de armată. După ce Tevifk s-a căsătorit cu Azize, pe Cevdet l-a cuprins o dușmănie și mai profundă pentru camaradul lui de odinioară Tevfik. El și cu Yakup găsesc cât mai multe dovezi cât mai evidente prin care își dau seama că Tevfik și cu Hamilton complotează împotriva lui Mustafa Kemal Paşa și a suveranității turce, prin planurile lor de a-i conduce și diviza pe turcii din zona Izmirului. În episodul 24, după ce gruparea lui Tevfik încearcă să-l execute prin spânzurare pe Yakup, care s-a inflitrat printre junii turci după moartea pașei Eşref, Cevdet l-a salvat pe Yakup împușcandu-i pe cei care îl păzeau și pe unul din mâna dreaptă a lui Tevfik. La acel moment ș-au dat seama că Tevfik este adevăratul trădător de patrie, care își face interesele lui proprii și e lipsit de scrupule. Când trebuie să mute forțat la ordinul lui Vasili (după planul lui Hamilton) grupurile de nomazi turci dintr-un câmp, Cevdet crede că e o decizie exagerată dar acest lucru s-a într-o capcană pentru el. Stavros care din prima zi la Izmir l-a bănuit că e principalul trădător din armata greacă, a fost pe urmele lui după fuga din temniță a lui Leon. Stupefiat după masacrul nomazilor de către greci, Cevdet stând în genunchi în fața unui om care zăcea și ținea în mână steagul turc, i-a luat steagul și a zis ,,că va jura că va întoarce aceste crime împotriva grecilor și că e le va cere răspunderea la fiecare dintre cei care le-au comis și că va elibera aceste ținuturi (Ocupația Smirna) de forțele grecești”, auzindu-l și Azize dar și Stavros care îi pune pistolul la tâmpla îi spune că ,,nu mai e nevoie să mai facă ceva pentru patria lui adevărata și că aștepta demult momentul de-al ucide”. Atunci Azize pe loc l-a ucis pe Stavros, salvându-i viața lui Cevdet. Ulterior după toate cele întâmplate, Cevdet îi va spune adevărata misiune lui Azize, moment care ea îl așteptase de foarte multă vreme și care e planul său în legătură cu Tevfik.
  - Asistenta Azize - (Născută la Salonic) soția lui Cevdet, mama lui Yildiz și Hilal și mama vitregă al lui Ali Kemal. Loială și dedicată soțului ei cu care avea o adevărată compasiune, după ce forțele greci au pătruns Salonicul otoman, la plecarea din Salonic a rămas înmărmurită după vestea morții soțului ei de către Tevfik. Când soțul ei s-a întors după 7 ani în calitate de Colonel-Locotenent grec, ea a rămas șocată de schimbarea totală de atitudine a lui și a început să respingă orice fel de idee de a coabita sau de simpatie pentru grecii de care era alături și în ultimul timp și ca soț susținând că adevăratul ei soț ,,a fost îngropat la Salonic”, deși continuând să spere la o schimbare în bine și la o întoarcere de partea turcă. Ea devine din ce în ce mai implicată în apărarea și lupta sa pentru patria turcă în  Izmir-ul controlat de Grecia, imaginea ei schimbându-se dramatic de la o simplă asistentă devotată la o adevărată luptătoare pentru existenta patriei sale. Însă Tevfik o influențează negativ pe Azize împotriva lui Cevdet încât să o amenințe chiar și cu moartea pentru interesul lui, ea crezându-l pe Tevfik încât să se și mărite însă planurile eșuaseră și multe alte adevăruri și provocări încep să îi agite viața ei cotidiană. Acesta este în cele din urmă silită să se căsătorească cu Tevfik din cauza sarcinii pentru a nu fi amenințată de vecinii săi, astfel știind că copilul nou-născut ar putea fi al lui Cevdet, având deja o reputație mediocră de ,,trădător de patrie” printre locuitorii turci din Izmir. Când începe o mare ambuscadă între turci pe străzile orașului, Eftelya, cu o aparență reîmprospătată, după multe alte tentative îi dezvăluie Azizei că soțul ei, Tevfik, a mințit-o de repetate ori și că el este adevăratul trădător care a vândut Salonicul și l-a împușcat pe Cevdet pe la spate și că datorită lui s-a creat o bătălie între turci și miliție și de asemenea uciderea a doi parlamentari de la Marea Adunare Națională din Ankara. Azize a aflat cu stupoare vestea și ș-a dat seama de legăturile din trecut și cele întâmplate în aceste zile, o altă conexiune a făcut-o Cevdet atunci când s-a întâlnit cu Azize la o recepție organizată de Tevfik cu prilejul măririi funcției în grad de general de către ministerul apărării turc, când a sesizat la gâtul acesteia colierul care l-a primit Tevfik pentru predarea Salonicului și ambi au făcut legătura însă ezită să vorbească despre asta.
  - Colonelul/Generalul Tevfik - Născut la Salonic, este antagonistul principal din serial. Este comandant al forțelor de ordine otomane din Izmir, absolvent al școlii militare din Salonic. Cu ani în urmă, cel mai bun prieten și chiar ,,frate de sânge” al lui Cevdet cu care a crescut împreună, pe care ulterior l-a trădat în secret în Salonic împușcandu-l pe la spate în 1912, și de altfel vânzând Salonicul otoman forțelor grecești. Scopul său principal este de a supraviețui și de a ieși victorios, astfel încât în timpul Primului Război Balcanic, comandantul diviziei să meargă la trădarea de a vinde orașul grecilor. După ani de zile stabilindu-se la Izmir, după ce planurile sale de a se căsătorii cu Azize au eșuat imediat după venirea lui Cevdet și a forțelor grecești în Smirna (Izmir) el începe o aventură amoroasă cu cântăreața grecoaică Eftelya, în final aflându-i toate secretele sale încercând să o omoare și o influențează pe Azize pentru a o folosi să culeagă informații și a-i pune bețe în roată lui Cevdet până la un anumit moment. El ajunge de partea lui Eşref Paşa la momentul în care îi predă armamentul mult căutat de pe corabia ,,Eftelya”, reținută de el de altfel pentru a o vinde. Ulterior întâlnindu-se cu Charles Hamilton, acesta își schimbă planurile în favoarea lui Hamilton și astfel îl trădează pe Eşref după ce acesta i-a promis lui Hamilton că îi va preda armele ca să lupte împotriva lui Mustafa Kemal Paşa, omorându-l după ce trupele lui au pierdut o bătălie cu forțele grecești. După moartea pașei Eşref, Tevfik se autoproclamă conducător al Junilor Turci printr-un plan în care îi i-a locul lui Cevdet în a preia conducerea junilor turci, lăsat în testamentul lui Eşref și modificat de către Tevfik, acesta aflând cu stupoare din testament că Cevdet este un patriot și că s-a infiltrat în armata greacă la îndemnul pașei. Imediat după acest fapt, Tevfik o i-a în căsătorie pe Azize în scopul de a o ,,proteja” pe acesta de către Cevdet și orice alte amenințări făcute de greci asupra familiei. Aceasta silită îl acceptă ca soț, însă îi declară că nu-l iubește. El arătându-și compasiunea și sentimentele ascunse pentru Azize, chiar înainte de a fi luată în căsătorie prima oară de către Cevdet. Charles Hamilton îl ajută în misiunea de a fi deputat în parlamentul turc, amenințându-i pe cei care îi se opun lui Tevfik, și recompensându-i pe cei care îl susțin la candidatura sa ca deputat de Kusadası. După uciderea a doi parlamentari turci cu care trebuia să se întâlnească parlamentarul Riza Bey, la venirea sa îl întâmpină Tevfik și îl șantajează pe acesta să îi facă ce va ordona el, promițându-i eliberarea fiului său (crezut mort pe frontul de luptă) de la arestul de către trupele greci. Acesta îl va face în cele din urmă General în cadrul miliței turcești și îi ordonă să nu semneze actul de înființare al parlamentului turc (depus de Pașa Mustafa Kemal) la ordinul lui Charles Hamilton. După ce Cevdet l-a prins pe Tevfik răpind-o pe Azize în scopul de a fugi spre Marea Britanie, el a fost prins de Cevdet la un pas de a fi și ucis, dar a scăpat de moarte, fiind întemnițat la comandamentul grec.
  - Ali Kemal (născut inițial cu numele de Dimitros Papadopoulus) - Adevăratul fiu și întâi născut ai Veronicăi și lui Vasili, după ce a fost arsă casa familiei sale de către Eşref și trupele otomane de când era un copil mic, a fost găsit viu de Cevdet, ascuns la subsolul casei arse în satul mistuit. A crescut împreună cu părinții săi adoptivi Cevdet și Azize, dându-i numele în memoria fratelui decedat al lui Cevdet. Ali Kemal descoperă înainte să plece la Izmir că a fost adoptat de către ei la auzul bunicii și mamei sale vitrege neavând certificatul de naștere, și nici nu știa adevărul despre soarta părinților săi. După 7 ani la Izmir, în majoritatea timpurilor, el le petrece la tavernă pe băuturi și lupte, suferind de o iubire ascunsă pentru una din surorile vitrege, Yîldîz. El curând îi se alătură lui Steiner, preluând taverna lui Hacimihalis și intră în tot felul de peripeții cu Yîldîz din cauza iubirii ei pentru sublocotenentul grec Leon, eventual fratele său. Mama lui dispărută, Veronika, nu și-a uitat niciodată fiul, bănuind și simțind că a supraviețuit în mod miraculos incendiului. Vasili, de asemenea, îi așteaptă pe Dimitri, dar până atunci se răzbună crunt pentru tot ce îi s-a întâmplat pe otomani. Ali Kemal o iubește în secret pe sora sa adoptivă Yîldîz, dar nu poate să-și arate sentimentele interioare pentru ea și încearcă o relație de scurtă durată cu prietena ei cea mai bună, Eleni.
  - Yîldîz - (însemnând ,,Stea” în turcă) Este fiica cea mare a Azizei și al lui Cevdet (copilul întâi născut), numele ei turc înseamnă stea și a fost dat dat după drapelul otoman, ulterior drapelul Turciei. Tradiția familială patriotică vine cu rezervă, reticență, uneori chiar ostilitate însă ea se gândește doar la viața ei și la frumusețea și aspectul ei fiind mai egoistă și certându-se mereu cu sora sa cea mică, respinge sentimentele de compasiune ale lui Ali Kemal, și se îndrăgostește subit de Leon, după ce acesta a invitat-o la o gală și i-a luat o rochie scumpă acesteia. În cele din urmă relația ei cu Leon îi aduce multe probleme și îi crează o reputație de ,,trădătoare” atât în familie cât și în societate. În schimb nu-l tratează pe tatăl său ca pe un dușman și ca pe un trădător și devine singura care îl accepta și în uniformă greacă. În cele din urmă mama sa o mărită forțat cu șeful ei de spital, doctorul Mustafa Sami. Însă după ce aceasta se căsătorește silită de familie cu el, fiind căutat de răpire a sublocotenentului Leon pentru a-i salva viața sorei sale Hilal, aceasta divulgă la comandamentul grec de unde va pleca cu soțul ei, Vasili susținând că doar ,,îl va interoga” și nu că îl va ucide. În cele din urmă acesta a fost ucis în momentul în care plecaseră întinzându-le o capcană, Yîldîz ajungând o tânără văduvă și acuzată ca vinovată pentru moartea soțului ei de către familie și chiar oameni obișnuiți aceștia făcând-o ,,trădătoare” și gonind-o prin oraș. După ce a scăpat turma oamenilor înfuriați, aceasta a cerut protecție lui Leon aducând-o la conacul unde au locuit prima oară dealtfel opunându-se mamei sale. În cele din urmă această este adusă acasă de către tatăl ei Cevdet prin ordin de militari.
  - Hilal - (însemnând ,,Semilună” în turcă) Este cel mai tânăr din copiii Azize și Cevdet. Numele ei înseamnă semiluna turcească și a fost dat în cinstea drapelului fostului imperiu și ale simbolurilor turce. Hilal, după moartea presupusă a tatălui ei, a jurat să urmeze pe urmele lui, devenind un naționalistă turcă înflăcărată. Sub numele de cod ,,Halit Ikbal” scrie articole patriotice pe care le tipărește și le distribuie Izmirului împreună cu prietenii săi, fiind considerate ilegale de către greci fiind întocmite împotriva lor. Aceasta fiind prinsă de către trupele greci, urmărând-ul pe amicul și coleg la publicație ei Mehmet fiindu-le întinsă o capcană. Aceștia fiind trimiși la temniță și apoi condamnați la pedeapsa cu moartea fiind acuzați că au detonat un depozit de arme al armatei grecești. Cevdet și familia sa facând orice le stă în putință ca să o salveze, ea acceptă oricum pedeapsa cu moartea și încerca să se sinucidă în temniță cu funia adusă de Vasili fară să-o vadă nimeni nesuportând suferința adusă la vederea familiei, însă fiind salvată imediat de către Leon. Înfruntându-și soarta, Hilal și Mehmet sunt duși către executarea lor în piața publică fiind copleșită de emoțiile familiei dar și de furie împotriva invadatorilor greci. În cele din urmă acesta este salvată de Cevdet prin planul său de al captura pe fiul generalului Vasili, acesta anulând execuția și făcând schimb de prizonieri cu dușmanul său de moarte Eşref Paşa. Deși în tabăra adversă, Leon îi arată multă simpatie și admirație față de Hilal dar aceastea mereu îi se opune și îl respinge supându-i că este un opresor și invadator al pământurilor turcești. Dar în final și aceasta începe să aibă sentimente pentru Leon, înafară de ura ei persistentă pentru greci și opresiunile lor. De asemenea Hilal îi este recunoscătoare lui Leon dar nu poate să-i arate că ține la el, fiind sublocotenent din armata greacă, de unde au început atâtea suferințe ale locuitorilor turci. Hilal devine singura care îl poate ține în viață pe Leon, după ce acesta s-a lăsat convins că și-a trădat familia și patria pentru a o proteja și ajuta pe Hilal, înțelegându-i revolta asupra ocupației grecești, și încearcă să se sinucidă. Ea în cele din urmă îl acceptă pe Leon, chiar salvându-i viața după ce era să fie împușcat de Mehmet după ce i-a ucis fratele pe promenadă. Chiar dacă prietenii ei patrioți încep să o vadă cu suspiciune că s-a îndrăgostit de Leon, doar Lütfü și Ali Kemal pot accepta asta, Ali Kemal trecând prin aproape același sentimente pentru sora lui vitegră, Yîldîz.
  - Hasibe - Este mama lui Cevdet, soacra Azizei și bunica lui Yîldîz și al lui Hilal și bunica vitregă al lui Ali Kemal. Văduvă a căpitanului otoman Abbas. Împreună cu soțul ei, au crescut un fiu în spirit patriotic, rezultând în urma lui Cevdet pe urmele tatălui și al bunicului său, înscriindu-se într-o școală militară și începând o carieră militară. Ca și Azize, Hilal și Ali Kemal, nici ea nu-l acceptă pe Cevdet ca ofițer în armata greacă, și spune de multe ori pentru ce a făcut Cevdet ,,că regretă că l-a născut”. Hasibe este sprijinul pentru întreaga familie, fiind foarte apropiată de Azize dar surprinzător și de Veronica în care îi poartă încrederea la urmă. Ea de cele mai multe ori poate reconcilia nepoatele sale supărate chiar dacă de multe ori o scoate și pe ea din sărite și își tratează nora ca pe propia ei fiică, în fața provocărilor și a obstacolelor din viețile familiei sale.
  - Eşref Paşa - (A murit în 1919) A fost un fost ofițer de armată în grad de căpitan superior a mișcării de gherilă din zona Izmirului, parte a mișcării junilor turci. În 1912, el l-a salvat pe Cevdet de către colonelul trădător Nazîm și de a fi ucis în temniță la ordinul acestuia. Salvându-l pe Cevdet de la moarte prin atragerea sa într-o mișcare riscantă, care a dus (datorită întârzierii lui Cevdet la locul de unde a fost vândut Salonicul grecilor și a unei mișcări neașteptate de trădare a lui Tevfik) la aducerea lui într-o mare în tabăra de prizonieri și a unei rupturi de șapte ani de la familia sa mult iubită. Ulterior după șapte ani ajungând împreună cu trupele greci la Izmir, îi s-a alăturat și i-a urmat comenzile cu grijă. Inițial sceptic și critic, îi se opune față de mișcările lui Mustafa Kemal Pașa în Anatolia, fiind unirea sub comanda lui Mustafa Kemal Paşa a tuturor unităților și a mișcărilor de rezistență turcă. Eşref fiind egoist în a se vedea singurul lider de rezistență legitim în zona Izmirului. În ultimul moment printr-o scrisoare dată lui Cevdet, îi declară că îi se alătură lui Mustafa Kemal Pașa, însă în aceeași zi este ucis de Tevfik, acesta răbunându-se că nu i-a predat armele conform planului său și al lui Charles Hamilton.
  - Binbir Surat (zis și ,,omul fără chip” sau ,,Yakup Urâtul”) Yakup - Căpitan al Forțelor Naționaliste Turce, trimis de Mustafa Kemal la Izmir ca spion și pentru a veghea lupta lui Eşref Paşa și pentru a-i da noile comenzi de urmat lui Cevdet în care Mustafa Kemal se încrede, reușind să-l alăture Forțelor Naționale Turce. Ambii ofițeri își arată prietenie și devotamentul pentru mișcarile de rezistență conduse de Mustafa Kemal Paşa, prin care Yakup devine legătura lui pentru Cevdet. De asemenea, el ordonă contactul cu mișcarea de rezistență a lui Mehmet, preluând supravegherea și comanda asupra lor. În 1920 a devenit deputat în parlamentul turc, după eliberarea Istanbulului.
  - Dağıstanlı - (Apare în Sezonul 2) Aliat cu Cevdet împotriva ocupației grecești, Dağıstanlı este unul dintre cei mai apropiați camarazi ai lui Cevdet în această luptă dificilă pentru patria lor. În cele mai multe situații și-ar da chiar și viața pentru a scăpa zona mării Egee de către alte forțe cotropitoare și vor vedea de multe ori în situațiile care le întâmpină care este costul în lupta pentru această cauză. Dağıstanlı va pune la cale mai multe idei pentru salvarea Izmirului dar și a întregii națiuni turce.[10]
  - Mehmet - Veteran al campaniei de la Gallipoli, singurul frate al jurnalistului și naționalistului Hasan Tahsin, care în cele din urmă a fost ucis de sublocotenentul Leon, luptă împotriva ocupării grecești pentru promisiunea de a răzbuna moartea fratelui său. Mehmet ajunge la Izmir cu după vestea morții fratelui său și se alătură echipei de redacție a fratelui său, Hilal, și al muzicienilor din tavernă, cu care se alătură Forțelor Naționaliste, mișcărilor de rezistență și junilor turci.
  - Osman - Muzician din taverna lui Hacimihalis, un coleg al lui Hasan Tahsin, un prieten al lui Hilal, membru al mișcării de rezistență.
  - Haydar - (A murit în 1919) - Fost muzician din taverna lui Hacimihalis, alăturat lui Hasan Tahsin, prieten al lui Hilal, membru al rezistenței. A fost ucis de colonelul Stavros în timpul încercării de a ridica steagul turc, după ce tot Stavros a împușcat frânghiile care țineau drapelul.
  - Lütfü - Cel mai tânăr dintre muzicienii lui Hacimihalis, un coleg alăturat lui Hasan Tahsin, un prieten al lui Hilal. Refuzând inițial să se alăture Armatei Naționale sub Yakup, el dorește să continue luptele fără consecințe patriotice sângeroase. Considerat de prieteni ca laș și fricos, el obține recunoștință după ce este torturat de Stavros și își bate joc de ocupanți, în cele din urmă intră în mișcarea de rezistență turcă.
  - Mustafa Sami - (A murit în 1919) Fostul șef al spitalului din Izmir, nepotul lui Eşref Paşa. În general, respectat de locuitorii turci din Izmir, un membru incognito al mișcării de rezistență conform dorințelor unchiului său. Acesta s-a îndrăgostit de fiica colegei asistentei Azize, Yîldîz, aceasta fiind cerută în căsătorie de Mustafa Sami respingându-i cererea în nenumărate rânduri, aceasta ajungând să fie căsătorită cu sila pentru reputația sa și a familiei sale. A fost turnat de Yîldîz fără a știi consecințele, pe care l-a prădat armatei grecești, ucis de colonelul Stravos în timpul plecării sale și a fostei soții (Yîldîz).
  - Ölmez Hasan ,,Nemuritorul”  - (A murit în 1919) Un bandit ascuns în munții de un deceniu. Tevfik încearcă să facă o afacere necurată cu el de a-i vinde armele de pe corabia ,,Eftelya". El a fost primul care a descoperit adevărata identitate a lui Cevdet după ce l-a capturat în urma investigări a grecilor și uciderea lor în zona unde el și trupa lui de bandiți activau. După capturarea lui de către trupele greci, scăpat de Cevdet la care Eşref Paşa i-a ordonat să-l ucidă, Cevdet neintenționând să facă asta ci să-l interogheze în privința armelor, însă fiind prea târziu apărând Vasili și Tevfik și reținându-l pe acesta. Ajungând să fie întemnițat de către greci, interogat și torturat de către colonelul Stravos, el respingând să-i dea informații. După ce Cevdet îl aduce pe fiul său găsit de soldați greci, sensibilizându-l pe acesta în a da informații. Însă fiul său, aflând de la Cevdet că dacă nu va da nicio informație va ajuta trupele grecești în a devasta și ocupa mai multe sate din Anatolia și rezultând la uciderea mai multor civili nevinovați, acesta îl înjunghie în abdomen pe acesta cu un cuțit găsit în biroul lui Cevdet. Acesta ajunge la uciderea neintenționată a fiului său de către Stravos și transportarea lui la spital sub supraveghere militară. Acolo ajunge să fie tratat de Azize, unde încearcă să-l ucidă otrăvindu-l la spusele lui Tevfik, însă ajunge să-i spună că soțul ei, Cevdet ,,nu este așa cum îl crede ea”. După o încercare eșuată de al scoate pe ascuns din spital în siguranță, Cevdet aflându-se într-o ambuscadă, îl ucide împușcandu-l pentru a scăpa de chestionarea de acuze al lui Vasili.
  - Mustafa Kemal Paşa - Ulterior denumit Atatürk (născut la 19 mai 1881 în Salonic, a decedat pe 10 noiembrie 1938 la Istanbul) - Este cea mai importantă figură istorică din serie, însă acesta nu apare ca personaj interpretat în serial, înfățișarea sa apărând doar în fotografii. General Maior al imperiului otoman, iar din 1920 comandant și mareșal al rezistenței turce și ulterior primul prim-ministru al Turciei. El a creat la Ankara independența forțelor subordonate ale guvernului otoman și înlăturarea conducerii sultanatului la Marea Adunare Națională a Turciei - nucleul viitoarei Republici Turce, care a condus lupta pentru independență și fondarea statului modern turc. A terminat o școală militară la Salonic, unde probabil l-a întâlnit pe Cevdet (posibil luptatând împreună împotriva italienilor din Libia în 1911). La 29 octombrie 1923 a fost ales primul președinte al Turciei. În 1934, parlamentul l-a denumit oficial Atatürk (tatăl turcilor) fiind considerat ,,tatăl-fondator” al Turciei moderne, și pentru a nu fi confundat numele și interzicând ca alte persoane să-i poarte numele. A fost înmormântat în mausoleul Anıtkabir lângă Ankara.
  - Hasan Tahsin ps. Osman Nevres - (născut în 1888 în Salonic, decedat pe 15 mai 1919 la Izmir) - Apărând doar în primul episod, o figură istorică a perioadei, jurnalist și naționalist. Este cunoscut pentru editarea ziarului patriotic din Izmir este mentorul spiritual al lui Hilal și a muzicienilor din tavernă, un model de urmat pentru aceștia. A fost împușcat de Leon în timpul unei încercări nereușite de asasinare a generalului grec Vasili în ziua ocupării grecești a Izmirului.
  - Kara Fatma (născută în 1888 la Erzurum, decedată pe 2 iulie 1955 la Istanbul) zisă și Fatma cea Neagră - O figură istorică, văduvă a unui soldat caucazian, prima femeie soldat din istoria armatei turce, caporal al Forțelor Naționale conduse de Mustafa Kemal Paşa (Atatürk), ea conduce un grup de gherilă format numai din femei. Este trimisă de Izafa ca să-l păzească pe Riza Bey la venirea lui la Izmir. A lucrat împreună cu Cevdet și Yakup la planurile rezistenței naționale și s-a împrietenit cu Azize, dându-i misiunea de al spiona pe Tevfik și ai da mai multe informații despre planurile lui. De asemenea pentru a împiedica planurile lui Charles de a respinge actul care va trebui să fie semnat de Riza pentru statul turc, la îndemnul lui Mustafa Kemal. Aceasta a fost rănită într-o misiune de a o preda pe Azize la schimbul fiului parlamentarului Riza, Mahir, pentru a duce la bun sfârșit semnarea actului pentru aprobarea parlamentul turc, însă nu i-a reușit. Ea ș-a îndeplinit misiunea la Izmir după ce Riza a semnat aprobarea parlamentului la Istanbul, în palatul Dolmabahçe, chiar dacă a fost la schimb viața fiului său, ucis de către Charles la auzirea veștii că parlamentul a fost aprobat. După ce a ajutat-o să se vindece după rana cauzată de o împușcătură provocată la schimbul de prizonieri, ea i-a promis Azizei că fiul ei va crește pe pământuri libere și alături de tatăl său biologic, cea ce i-a lăsat de înțeles că Cevdet a fost alături de patrioții turci. La 9 septembrie 1922, ea a poruncit echipei care a sosit prima dată la Izmirul ocupat de greci. Serviciul s-a încheiat în gradul de locotenent, a murit în casa asistenței sociale din Istanbul.
  - Halide Edib Adıvar - (născută pe 1884 în Istanbul, decedată pe 9 ianuarie 1964 tot la Istanbul) Este o remarcabilă figură istorică, scriitoare și patriotistă turcă, trimisă la Izmir de către Mustafa Kemal pentru al trage pe Eşref Paşa în Forțele Naționale. Al doilea motiv al vizitei a fost dorința de a se întâlni cu Halit Ikbal, seudonim cu care se adresa Hilal, pentru a-și proteja identitatea față de greci. Datorită eforturilor muzicienilor din tavernă, ea sa implicat în salvarea cu execuția lui Hilal și Mehmet, motivându-i pe civili turci din Izmir în lupta pentru patria turcă.
  - Ihsan - Înalt căpitan al miliției otomane, mâna dreaptă a lui Tevfik. Ihsan nu cunoaște adevărata față a comandantului miliției, el în schimb execută toate ordinele șefului său cu grijă. La început, este mulțumit de mișcările Forțelor Naționale, dar rămâne credincios ordinelor lui Tevfik și ale lui Eşref Paşa.
  - Ilias - (A murit în tabăra greacă de prizonieri turci, de lângă Salonic în 1912-1913) Fost sergent în armata otomană și prizonier de război. A fost cel mai loial prieten al lui Cevdet și i-a ținut gardă apărându-l de cei care intenționau să-l ucidă și mesagerul lui Eşref Paşa . Este primul care i-a spus că familia sa trăiește după ce a fost mințit de Vasili și motivându-l să trăiască în tabăra de prizonieri și printre greci și să-și îndeplinească misiunea. Împușcat de Cevdet la propria sa solicitare (Conform ordinul lui Eşref), care a dus la urcarea lui Cevdet în rândurile militarilor greci la rang de colonel. Cevdet promițând că-i va răzbuna moartea prin distrugerea armatei grecești și izgonirea militară a lor de pe teritoriul turcesc.
  - Colonelul Nazîm - (A decedat în 1912) A fost un comandant otoman în Balcani, în timpul primului război balcanic, alcătuit din regimentul al 21-lea de infanterie comandat de Cevdet. Împreună cu alți comandanți otomani, el decide să vândă grecii din Salonic, printre care și Tevfik. El a ordonat să închidă în temniță și să-l ucidă pe Cevdet pentru că s-a opus vehement ordinului de a retrage trupele din Salonic. Împușcat de multiple ori de către Tevfik, care acesta i-a luat locul pentru a da Salonic otoman trupelor grecești și a lua tot din tezaurul oferit în schimb de greci. Nazîm a devenit un simbol al trădării, mizeriei și egoismului pentru Cevdet de asemenea și în serial, apărând doar în primul episod.
- Grecii: 
  - Generalul Filipos Ioannidis - (Apare în Sezonul 2) Este un general grec, successor al lui Vasili după execuția sa, conducător al armatei greci la Smirna (Izmir). De asemenea este unchiul lui Leon și tatăl lui Aleksi. El se descrie ca fiind un general exigent, adesea chiar foarte brutal față de inamicii săi, scopul lui fiind extinderea ocupației grecești în toată Anatolia și îndeplinirea idealurilor elene (Megali Idea). Crezând în puterea sa militară, cel mai mare vis al său este de a captura capitala turcă, Ankara.[11] Acesta a făcut un centru de orfelinat la Izmir pentru copiii care i-au vandalizat mașina și care i-a arestat, dar în cele din urmă le-a dat drumul după ce au întâmpinat proteste de la ambele comunități de greci și turci.
  - Leonidas Papadopoulus - (născut la Atena) Sublocotenent al armatei grecești în zona de ocupare a Smirnei, fiul mezin al Veronicăi și al lui Vasili. Inițial, Leon face totul pentru a-l satisface pe tatăl său, devenind subordonatul său, încearcă să execute conștiincios toate ordinele impuse de tată său exigent și rece totodată și grad superior. Fiind un tânăr foarte ambițios, după cum și Vasili susține planurile unei Grecii mari, este sceptic față de turci și de lupta lor pentru națiunea lor, însă flirtează cu Yîldîz, dându-i speranțe amoroase prea mari, în care toate persoanele sunt împotriva relației lor, mai ales mama lui și familia lui Yîldîz, respectiv Cevdet. Ulterior el trece printr-o transformare interioară în care devine îndrăgostit de Hilal, respingând-o pe Yîldîz căreia i-a promis dragoste atât de multă vreme. În momentul crucial în care Hilal îl împuscă pe sublocotenentul Leon, pentru a-l salva pe Ali Kemal de la pedeapsa cu moartea, rănindu-l grav de la glonț, Hilal îi cere iertarea lui Leon de asemenea arătându-i sentimentele ei ascunse. Imobilizat la pat în acel moment, Leon o iartă pentru faptă și îi arată iubirea față de ea. De la un ofițer obsesiv de cariera sa militară, brusc se transformă într-un bărbat sensibil, delicat în special cu Hilal, pentru care gata pentru cele mai mari sacrificii, lăsând chiar uniforma și trădarea de patrie. Leon a făcut aproape orice ca să o protejeze pe Hilal dar și pe cei apropiați ei și ține necontenit să facă, negând toate acuzațiile asupra ei și a familiei  și ai prietenilor lui Hilal dar și luând toate acuzele căreia ar fi mințit la controlul proviziilor care conțineau armele care trebuiau aduse în Afyon, și toate dovezile au arătat acest lucru. Vasili cutremurat de această veste că fiul lui devotat armatei ar fi un trădător al acesteia, nu a putut găsi o soluție pentru a-l scăpa de pedeapsa cu moartea. Leon nedorind să mai coopereze cu tatăl său, a zis că preferă să execute pedeapsa, din cauza iubirii lui pentru Hilal. Vasili neaflând despre dragostea lui pentru Hilal, s-a lăsat neputincios în a-l ajuta, chiar la sugestia lui Cevdet de a se inflitra în grupul junilor turci. Însă mama lui, Veronica, află prima cui i-a scris scrisoarea pentru care a încurcat-o pe Hilal cu Yîldîz, și cu ajutorul lui Hilal îl ajută să scape teafăr din temniță și de execuție. Acesta după ce îi este executat propriul tată și află că Ali Kemal este fratele lui adevărat pierdut de multă vreme, va fi nevoit împreună cu Veronica să părăsească Izmirul. Însă el se va întoarce curând la Izmir, pentru a-și continua serviciul militar.
  - Locotenentul Aleksi Ioannidis - (Apare în Sezonul 2) Este vărul lui Leon, orfan de mamă dar care a crescut cu tatăl său Filipos. Față de viziunea megalomană în privința puterii armelor a tatălui său, Aleksi este cu totul diferit. El fiind interesat mai mult în lucruri de valoare materială, considerând că banii aduc puterea, iar Izmirul un ,,loc de joacă” pentru ocupanții greci.[11]
  - Vasili Papadopoulus - (A murit în 1919-1920) Este un locotenent-general, comandant al trupelor ocupației din Smirna (Izmir) a Regatului Grec. Ura lui pentru turci este motivată de pierderea fiului său întâi născut, Dimitri. Din acel moment, se produce transformarea dramatică al unui soț și tată iubitor care își duce viața rurală obișnuită într-un om suprareal, crud, axat pe o ură nemăsurată al cărui scop principal este acela de a-i anihila pe proprii săi dușmani, otomanii turci. Cel mai mare dușman de moarte este Pașa  Eşref , care a devastat și a ars cu trupele sale otomane satul lui, crezând că acesta i-a ucis fiul de câteva luni, ascuns în casa distrusă de flăcări, unul dintre principalele motive din care a intrat în armată. Vasili sprijină înființarea arzătoare a unei Grecii mari (Megali Idea, însemnând ,,Ideea cea mare”), începând de la Smirna (Izmir) extindându-se în toată Anatolia, cum crede că e pământ încredințat al vechiului imperiu bizantin. În 1912 el a salvat pe Cevdet de la moarte din tabăra de prizonieri, bazându-se pe el de la început, însă Cevdet fiind pesimist și nedorind să mai trăiască după falsa veste tristă în care îi s-a spus că familia sa a murit în urma asediului din Salonic. El începe să-i capete încrederea când Cevdet îl ucide pe Ilias în tabără încercând să evadeze tabăra, Vasili îl propune să se alăture armatei grecești devenind în timp de 7 ani colonel în armata greacă, totul conform planului lui Eşref. Cevdet fiind singura persoană în care Vasili își dă încrederea, din momentul uciderii lui Ilias până în momentul în care Cevdet îi cere executarea pentru complicitate a lui Vasili, ca să-și salveze fiul care l-a crezut mort timp de un deceniu. Vasili se implică cel mai mult în treburile armatei și ale ocupației din Smirna, căreia îi crează probleme cu soția lui, Veronica, care îi cere socoteală pentru atitudinea sa nepăsătoare și exigentă la viața fiului lor Leon, însă sentimentele lui nu sunt atât de insensibile pentru familia sa. Vasili îi devine recunoscător în nenumărate rânduri lui Cevdet, întâi pentru salvarea fiului său Leon de la moarte, iar apoi pentru restituirea sa în funcție datorită prinderi lui Eşref Paşa de către Cevdet, după ce a fost demis de către prim ministrul adjunct grec Costas Theodorakis. Vasili va face un complot cu Charles Hamilton, în scopul de aș continua misiunea la Smirna (Izmir), acesta promițându-i că îl va ajuta în legătură cu trădarea lui Leon. Acesta sfârsește executat de Cevdet, prins că salva prizonieri turci printre care și fiul său de-abia recunoscut și devine acuzat de înaltă trădare.
  - Veronica Papadopoulus - (Născută la Atena) Având o delungă relație de prietenie cu premierul grec Eleftherios Venizelos fiind dintr-o familie de diplomați, soția lui Vasili, este mama biologică lui Ali Kemal (Dimitri) și a lui Leon. După ce și-a pierdut fiul cel mai mare, a căzut într-o stare de depresie îndelungată, dând vina pe soțul ei pentru moartea sa. De ani de zile aștepta orice șansă să-și găsească fiul, inițial crezând că a fost ucis de către trupele otomane însă arătândui-se multe motive și semne că el trăiește, chiar la mare apropiere de ea. Spre deosebire de Vasili, care îl tratează pe Leon ca pe un subordonat, el îi arată fiul său Leon o dragoste protectoare exagerată, sugerându-i să renunțe la cariera militară și să se întoarcă împreună în Atena, de unde își au originile. La început, urăste turcii pentru tot ce iî s-a întâmplat cu fiul său pierdut, dar după ce sa întâlnit cu familia lui Cevdet și mai ales când sa împrietenit cu Hasibe, îi s-a schimbat radical atitudinea, la una de compasiune și de sprijin, ambele trecând prin aceeași suferință.
  - Eftelya - (A murit în 1919-1920) Este fiica lui Hristo, un fost navigator în Marea Egee, cântăreață în taverna lui Hacimihalis. Amica sfătuitoare a lui Ali Kemal, iubita lui Tevfik până la o anumită vreme după ce o amenință în repetate rânduri și încearcă să o ucidă. Nu este amestecată în politică și nici între războiul dintre turci și greci. A fost mințită și folosită de Tevfik tot acest timp pentru ascunderea armelor, însă ulterior i-a aflat toate secretele, inclusiv acela prin care a vândut Salonicul grecilor și că l-a împușcat pe camaradul său de o viață Cevdet. Încercând să-i dezvăluie Azizei adevărata față a lui Tevfik, acesta o prinde și o ascunde într-o pădure cu intenția de-a o ucide, însă ea se aruncă de pe o stâncă în mare, evitând a fi împușcată de Tevfik, mai târziu găzduită de o familie de pescari turci din apropiere. Mai târziu, a fost recrutată în mod inconștient pentru serviciile de informați britanice de către agentul Charles Hamilton, și adoptă un nou nume de cod ,,Angela” care îl va folosi în misiunile sale în care îl va întâlni și pe Tevfik, dându-i de bănuit că ar fi Eftelya sau o simplă coincidență. A fost ucisă totodată cu tatăl ei de către Charles Hamilton, după ce aflat că nu i-a îndeplinit misiunea de a o otrăvi pe Azize. După ce i-a omorât tatăl, ea i-a zis lui Hamilton că a dezvăluit turcilor tot ce știa despre el și misivele care le trimitea.
  - Stavros -  (A murit în 1919-1920) Este colonel al armatei grecești, în același grad militar cu Cevdet până când devine general iar Stravos subordonat. Având o fire sadică și nemiloasă asupra inamicilor armatei greci, el abordează prizonierii folosind tortura cu electricitate pentru a-i interoga. De la sosirea sa din Atena în Izmir, l-a suspectat de multe ori pe Cevdet cum că a ar trăda armata greacă că și ar lucra cu Eşref Paşa, dar niciodată nu a avut probe să dovedească acest lucru. De asemenea îl urăște pe Cevdet și ar face orice ca să-l înlăture, fiindu-i dușman de moarte pentru el ca toți cei care sunt turci. El îi folosește pe toți din familia lui Cevdet, în special pe Yîldîz din cauza frustrărilor sale, să strângă dovezi ca să distrugă mișcările turce de rezistență sau chiar pe Cevdet și apropiații lui. Este împușcat de Azize în episodul 28, după ce a vrut să-l împuște la rândul lui pe Cevdet, crezând dintotdeauna că Cevdet este adevăratul trădător al armatei greci.
  - Hristo - (a murit prin 1919-1920) Este tatăl Eftelyei, un fost navigator și pirat nelegiuit vestit din Marea Egee. El se ascunde departe de lume prin vestea cum că ar fi murit de multă vreme, având și o boala mintală cu care s-a familiarizat după moartea soției sale. Cu costul vieții, el își repară vechea navă ,,Eftelya” (denumită după fiica sa), unde Tevfik își depozitează armele ascunse și mult căutate. Într-un acces de furie de-al lui Tevfik, pentru a nu divulga nimănui despre arme și să se răzbune pe Eftelya, acesta i-a tăiat limba, ne mai putând să mai vorbească vreodată. Acesta după dispariția fiicei sale, devine bun prieten cu Ali Kemal cu care fiica lui Eftelya era o foarte bună prietenă, lăsându-l să stea la tavernă lui Hacimihalis neștiind că e de fapt tatăl ei.
  - Eleni - Este singura fiică a Marikăi și a lui Hacimihalis, angajată să vândă costume și veșminte scumpe la un boutique, singurul de acest fel din Izmir. Este cea mai bună prietenă al lui Yîldîz, și îl iubește pe fratele vitreg al ei, Ali Kemal, fiind surpinsă de acest lucru.
  - Marika - Este soția lui Hacimihalis și mama lui Eleni. Prietena cea mai bună a Hasibei și a Azizei.
  - Hacimihalis - Este soțul Marikăi și tatăl lui Eleni, proprietarul tavernei. Fiind bun prieten la început cu Ali Kemal, când a băut la el pe datorie și își petrecea zile întregi în taverna sa. Devine îndatorat lui Steiner, speranțele sale de protecție împotriva acestui uzufructuar se află la noul partener al lui Steiner, Ali Kemal, care preia profiturile și îl angajează iar ulterior îi plătește datoria față de Steiner și îi redă taverna pentru care a muncit o viață întreagă. De atunci îi este recunoscător lui Ali Kemal și îl respectă mult mai mult față de înainte de ai lua taverna.
- Celelalte Personaje:
  - William Charles Hamilton - Agent al serviciilor de inteligentă britanice, reprezentant al comisiei Statelor Antantei din Izmir. El urăște turcii, fiecare dintre acțiunile sale are ca efect înlăturarea și opresiunile față de patroți turci. Motivul pentru aceasta este moartea tatălui său, generalul William Hamilton în Bătălia de la Çanakkale (referindu-se fictiv la generalul Ian Hamilton, unul dintre comandanții forței de expediție din Marea Mediterană, a supraviețuit bătăliei, dar înfrângerea sa de către otomani a însemnat sfârșitul carierei sale). Îl recrutează pe Tevfik (cunoscundu-l prima oară când a vândut Salonicul trupelor grecești) care mai apoi devine îndrăgostit la nebunie de cumnată lui, Lucy Hamilton.
  - Mary Lucy Hamilton-Adams - Este cumnată lui Charles Hamilton, născută în Marea Britanie, este cea care i-a salvat viața Eftelyei după ce a fost urmărită de Tevfik. Lucy este o fire mai suflestistă și sensibilă care nu susține conflictul dintre greci și turci, arătând multă compasiune pentru turci, împrietenindu-se cu Azize după ce a făcut-o să se simtă mai bine după venirea ei la Izmir (Smirna). Ea a precizat că suferă de Tuberculoză, sora ei murind din cauza acestei boli. Este mereu însoțită de cumnatul ei Charles și locuiește la conacul Veronicăi și al lui Vasili. De acolo află toate dramele care le trăiesc ambele părți, fiind foarte surpinsă de povestea de viață al lui Cevdet și parcursul său în armata greacă.
  - Cesmi - Albanez, muzician din taverna Hacimihalis, prieten și camarad al lui Hasan Tahsin, Hilal și al lui Mehmet, membru al rezistenței naționale turce.
  - Yinon Steiner - Este om de afaceri evreu, ocpându-se cu cămătărie, executări silite și bișință prin Izmir și partener de afaceri cu Tevfik, angajatorul lui Ali Kemal.
  - Gürcü ,,Georgianul" Salih - (A fost ucis în 1919) este căpitan al Armatei Naționale, trimis de Mustafa Kemal la Izmir, pentru a prelua armele lui Ali Fuat Paşa. Salih pretindea că este dealer-ul de armament rus Ivan. L-a găsit Steiner care îl trimite lui Tevfik, care încearcă să-i cumpere armele ascunse de pe nava ,,Eftelya”. El a fost împotriva lui Cevdet, numindu-l ,,trădător de patrie", neștiind de misiunea lui, în cele din urmă ajunge să fie ucis de Cevdet, când se confruntă față în față.

## Difuzarea în România
În România difuzarea serialului ,,Patria mea ești tu" a început pe 13 septembrie 2017 pe postul Kanal D (de pe 13 Septembrie de la ora 20:00, durata episoadelor: 200 de minute) și este difuzat în timpul săptămânii de miercuri până vineri, de pe 30 Octombrie de luni până vineri la aceeași oră, iar de pe 6 Noiembrie de luni și marți (jumătate de episod, un episod întreg pe săptămână) după Știrile Kanal D.

## Trivia
- În afară de Halit Ergenç care a jucat rolul principal al serialului ,,Suleyman Magnificul: Sub domnia iubirii” (Muhteşem Yüzyıl) în pielea sultanului  Suleiman I, alți actori din ,,Patria mea ești tu!” au mai jucat în același serial. Okan Yalabık care joacă rolul lui Charles Hamilton, în serialul ,,Suleyman Magnificul” a jucat un rol foarte important, cel al lui Pargalı Ibrahim Paşa, primul mare vizir al sultanului Suleiman. Bergüzar Gökçe Korel care o joacă pe Azize, în serialul ,,Suleyman Magnificul” a jucat rolul secundar al domniței Monica Gritti, fiica dogelui venețian Andrea Gritti şi sora lui Alvise Gritti. Işıl Saadet care o joacă pe Lucy Hamilton, în ,,Suleyman Magnificul” a jucat rolul secundar al contesei maghiare Victoria (în turcă: Sadıka Hatun), care a jurat răzbunare după ce soțul i-a fost ucis de sultanul Suleiman.